# 昆虫物語 みなしごハッチ
『昆虫物語 みなしごハッチ』（こんちゅうものがたり みなしごハッチ）は、メルヘンテレビアニメ。
このページでは以下の3作品を説明する。
『昆虫物語 みなしごハッチ』：1970年（昭和45年）4月7日から1971年（昭和46年）12月28日まで、毎週火曜日19時00分-19時30分の時間帯にフジテレビ系で放送。全91回。
『昆虫物語 新みなしごハッチ』：1974年（昭和49年）4月5日から同年9月27日まで、毎週金曜日19時00分 - 19時30分の時間帯に毎日放送制作・NETテレビ系（当時の系列）で放送。「昆虫物語 みなしごハッチ」の続編。
『昆虫物語 みなしごハッチ』（リメイク版）：1989年（平成元年）7月21日から1990年（平成2年）8月31日まで、毎週金曜日17時30分 - 18時00分の時間帯に日本テレビ系で放映。全55回。
2010年7月31日には『昆虫物語 みつばちハッチ〜勇気のメロディ〜』のタイトルで松竹より劇場アニメが公開された。

## 概要
タツノコプロのメルヘンアニメ代表作。タツノコプロは本作以前はどちらかと言うと子供向けと位置づけられる作品を制作していたが、本作でメルヘン路線を開拓した。過酷な自然の中で生きる昆虫たちの生き様を背景として普遍的な親子の愛を描いている。
子供向けのメルヘンアニメを志向しつつ、弱肉強食の世界の非情さや人間という存在が虫たちにもたらす害悪等を正面から包み隠さず描いている点が大きな特徴で、1話冒頭のミツバチ王国滅亡の描写に始まり、ハッチがほぼ毎回悪役にいじめられる、他の虫の死に遭遇する、時にハッチ自身が他の虫の命を奪うこともあるなど悲劇的なエピソードやシビアな展開が多く、総じてシリアスな物語となっている。
原作・制作者の吉田竜夫は、この作品で1971年に小学館漫画賞を受賞している。
「ハッチ」のネーミングは広告代理店の読売広告社の松山貫之による発案。本番組を放送したフジテレビが8チャンネルであることにちなむとされる。鳥海尽三の文による絵本では8番目に生まれたハチがハッチと書かれていた。

## 作風
基本的に鳥やネズミ、カエルやトカゲ、クモ、スズメバチ、カマキリなど、主役であるミツバチの天敵といえる生き物は悪役として描かれることが多い。しかし、中には心優しいものやハッチの仲間になってくれる悪役もいる。一方で、ハッチらハチは必ずしも弱い種族ではなく、さらに弱い生き物が登場する場合は、それらをこらしめたり守る場面もある。
人間が登場するときは、首から上が見えないように描かれている。人間は環境を破壊したり捕虫したりするなど一貫して悪役として描かれているが、人間による環境破壊がいかに虫達にとって甚大な被害をもたらしているかを描写するためで、子供向けアニメにしては極めて深刻かつ現実的なテーマを取り扱っているといえる。実際に、本作に於いて自然保護をする人間は一切登場せず、中には無意識の内に環境破壊に手を貸している人間も登場する（リメイク版では人間の姿は一切描写されていない）。
カブトムシが花の蜜を食べるなど、実際の昆虫の生態とは異なる描写も見受けられ、本作（ここではリメイク版）を視聴した子供たちがそのような描写をどう受け止めるかを研究した論文が存在する。

## キャラクター
ハッチ
声 - 栗葉子（1、2作）、石川ひとみ（リメイク版）、齋藤彩夏（映画みつばちハッチ）
本編の主人公のミツバチ。ミツバチ王国の王子。生まれたての卵だった頃に母と離れ離れになり、シマコハナバチのおばさんの子として育てられた。生まれの違いゆえに義理の兄弟たちから冷たく当たられる中、カマキリに襲われたおばさんの末の娘を命懸けで救ったことで自分の中にも勇気があることに気づく。その後、兄弟たちに捨て子と罵られてショックを受け、おばさんから自分の出自を聞かされたことで本当の母を探すために旅に出ることを決心する。
勝ち気で正義感が強いが、世間知らずでどこか間が抜けた性格。オスのミツバチのためか針はない。
物語当初は泣き虫で情けない一面が目立ったが、旅の道中で様々なことを体験し、心身共に強く成長していく。また、実の妹アーヤと出会ってからは、孤独感から解放されると共に責任感が増してくる。本編最後には仲間と共にミツバチ王国を守るため戦う。続編では再会も束の間、母を失うが、母の遺言に従い実の妹のアーヤを正規の女王にすべく「美しの丘」へ向かう。
ラテン文字表記はHacchi、またはHutch。
ママ
声 - 北浜晴子（1、2作）、榊原良子（リメイク版）、安田成美（映画みつばちハッチ）
ミツバチ王国の女王バチで、ハッチの実母。スズメバチの襲撃を受けて落ち延びる道中、追撃を受けて卵の入った籠を奪われてしまい無事に生き残っていた我が子ハッチと離れ離れになる。
心優しく上品だが、国が戦中にある中で女王としての責任があるため、アーヤには厳しい態度を取った事がある。続編では戦争に反対したため失脚し、亡くなるが、その際アーヤを女王にする為に一緒に「美しの丘」へ行く様にハッチに遺言を残す。
アーヤ
声 - 山本嘉子（1作）、野村道子（2作、リメイク版）
ハッチの妹。スズメバチの襲撃から辛くも逃れ生き延びていた。生き別れたハッチとは面識がなく、母と共に兄を探す旅に出る。心優しく思いやりのある性格だが、まだ幼いためか弱い部分もある。続編では次期女王候補であったが故に敵側が擁立した新女王一派に命を狙われる。
ラテン文字表記はA-ya、またはAya。
シマコハナバチのおばさん
声 - 寺島信子（1作）
ハッチの義母。卵だったハッチを拾い、我が子として育てる。ハッチにとって、もう一人の母と言える存在。
カマキチおじさん
声 - 飯塚昭三 （1作）、渡部猛 （第1話、他）、中村獅童（映画みつばちハッチ）
暴れ者のオオカマキリ。当初は悪役として登場。悪事を止めさせようとするハッチと戦い、誤って片目をバラの棘で潰してしまったこと(1話)を恨み、ハッチの命を狙っていた。しかし、ハッチの片目を失明させようとした時、迎えに来たシマコハナバチのおばさんとハッチが互いにかばい合う姿を見たことと、ハッチに家族(71話)を助けられていたことが事実と判明し改心した。(72話)
その後はハッチのピンチに現れ、ハッチとママの再会に体をはって尽力した。ハッチのママ（女王）を誘拐して人質にしたスズメバチの襲撃部隊をひとりで壊滅させる大活躍をするが、その報復にやってきたスズメバチの大軍を相手に多勢に無勢で力尽きてしまい、ハッチに「早くママに会いにいけ」との言葉を残し、壮烈な戦死を遂げる。(91話)
アブのペチャクチャばあさん
声 -
第一作では１話でハッチが捨て子で或る事をばらしてしまう嫌な役であるが、第二作では医術の心得のある虫としてセミレギュラーで登場、ハッチの旅をサポートした。
オサムシ爺さん
声 - 槐柳二（リメイク版）
第一作ではちょい役であったが、第二作では、ペチャクチャばあさん同様、セミレギュラーとして登場、こちらは腕のいい料理人で物知り。ハッチの旅をサポートした。
カブトムシの王子
声 -
元々はくぬぎの木を中心とした王国を治める優しいカブトムシの王の息子だったが、ミヤマクワガタ魔王に父王を殺され、王国を奪われた事から、すっかり気弱になり、卑屈になってしまっていた。しかしハッチと出会い、祖父の老カブトムシ（先々代の王）を殺されたことから奮起。ハッチの特訓でカブトムシらしい、強い力と体、勇気を取り戻し、ミヤマクワガタ魔王と一騎討ちでこれを倒し、王国を解放した。最終回では、ミツバチ王国に駆けつけて、ハッチに味方してスズメバチ軍団と戦う。
シロアリのアリータ王子
声 -
母親である女王から過保護に育てられ、世間知らずであった。女王が他の虫を捕らえ、奴隷として強制労働させて、アリ塚を建設することに何の疑問も持たずに、気ままに暮らしていたが、捕らえれたハッチが奴隷を解放しようとする姿を目にして、疑問を持ち、やがては母親に反発して、ハネアリになったのを機にハッチと共に脱走し、旅をしたことから大きな自立心を持ち、女王を改心させることとなる。最終回では決戦の場に駆けつけ、ハッチに加勢する。
テンテン
声 - 堀絢子
続編に登場するテントウムシの少年。父親を探し、ハッチ達に同行する。
アバッチ
声 - 丸山裕子
続編に登場するスズメバチの子供。前作の最終回の戦いの中でハッチによって父を奪われたことからハッチを父の敵とみなして憎んでいる。ひょんなことから出会ったハッチを母親の墓に引き合わせハッチが嘆き悲しむさまを見て嘲笑っていたが、ハッチの母がミツバチと知りながら丁重に葬る、危機に落ちたハッチの妹を見捨てずに助ける等、根は優しい。
ハッチとの決闘中に乱入してきた外敵から身を挺して守ってくれたハッチに思うところあったが、ハッチの母の遺言を約束通り伝え肩身の品を手渡した。その後も憎しみは変わらず、美しの丘を目指すハッチを追い続けるが、ハッチが父の敵というのが誤解から生じた思い込みだったことを知るに至り、最終回目前で和解した。
ナレーター
声 - 前田敏子（1、2作、リメイク版）
毎回終了直前と所々音声だけが入る。ただし、ストーリー展開によっては毎回終了直前のナレーションがないこともある。

## 昆虫物語 みなしごハッチ（1970年版）
平均視聴率は17.1%、最高視聴率は第25話の26.5%（タツノコプロが所有する資料による）。放送期間が1年9か月に及ぶヒット作となったが、スポンサー探しには苦労し、製菓会社は「虫」のイメージからいずれも手を挙げず、最終的にサッポロビール（現・サッポロホールディングス。事業としてはソフトドリンク部門のためポッカサッポロフード&ビバレッジが該当）がリボンシトロンの購買対象としてスポンサーになった。

### ストーリー
ある時、ミツバチの王国がスズメバチの襲撃を受ける。ミツバチたちは国を守るために果敢に立ち向かうもなすすべもなく凶悪なスズメバチの前に倒れ王国は滅んでしまった。国を治める女王バチは無数の卵を籠に入れ家来と共に脱出するが、スズメバチの追撃で籠を奪われその多くを貪り食われてしまう。ひとつでも卵が生き延びること、そして生まれた子が王国の復興を成し遂げるてくれることを願いながら女王バチは何処へと落ち延びていった。卵が落ちた場所に偶然通りかかったメスのシマコハナバチは割れずに残ったひとつの卵を保護し、自分と種族の異なると知りつつ家に持ち帰ってハッチと名付け、本当の出自を隠して六人兄弟の末っ子として育てる。
ハッチは外見が異なる事を理由に兄弟たちからのけ者にされ虐められてばかりいたが、義理の兄弟たちとこっそり家に出た時にカマキリの襲撃に合い捕われてしまった義理の姉を救い出し、自分は弱虫ではないのだと自信を持つ。しかし、兄弟たちはハッチが拾われた子供であることを人伝に聞き、ハッチの事を捨て子と罵る。我慢がならなくなり取っ組み合いのけんかをしたハッチは母に泣きつき自分は母さんの子供だと訴えるが、その様子を見て心を痛めたシマコハナバチはハッチの本当の出自を伝える。自分がみんなの実の家族ではないことを知ってショックを受けたハッチは本当の母親を探すため旅立つことを心に決め、シマコハナバチはハッチの気持ちを尊重し別れを告げて送りだす。
広大で過酷な大自然の中、ハッチは様々な出会いと別れを経験し、時に残酷な出来事に見舞われながらも諦めることなく旅を続けていく。

### 声の出演
- ハッチ - 栗葉子
- ママ - 北浜晴子
- アーヤ - 山本嘉子
- フラワー - 松尾佳子
- シマコハナバチのおばさん - 寺島信子
- ピッコロじいさん - 千葉順二
- カマキチおじさん - 飯塚昭三、渡部猛（第1話、他）
- ナレーター - 前田敏子

### ゲスト声優
- 岡本茉利 - （チヨ子、ミドリ）
- 久松夕子 - （カゲロウ・トン吉・ナナホシテントウ）
- 及川ヒロオ - （保安官、長老）
- 鈴木泰明 - （ベーロン）
- 松島みのり - （アリータ、カマ助）
- 白石冬美 - （ミツバチのミツコ）
- 雨森雅司 - （ニワキチ）
- 槐柳二 - （オサムシ爺さん）
- 大宮悌二 - （ヨトウ蛾、父虫）
- 貴家堂子 - （雪虫、テン子）
- 辻村真人 - （父）
- 杉山佳寿子 - （蝶のベティ）
- たてかべ和也 - （クモ、忍者虫）
- 野沢雅子 - （ブン吉 他）
- 増岡弘 - （トクベエ）
- 渡部猛 - （カマキリ 他）
- 富山敬 - （ハチのノッポ）
- 大塚周夫 - （ゴミ虫、ミヤマカミキリ、ハチ）
- 坪井章子 - （スズメバチの子ども）
- 城山堅
- 田口昂
- 麻生美代子
- 島田彰
- 川路夏子
- 仲木隆司
- 荘司美代子
- 芹川洋
- 中島喜美栄
- 小沢寿美恵
- 肝付兼太
- 沢りつお
- 梶哲也
- 永井一郎
- 千葉順二
- 矢田耕司
- 伊藤惣一
- 喜多道枝
- 太田淑子
- 佐原妙子
- 納谷六朗

他

### スタッフ
- 原作 - 吉田竜夫
- 企画 - 鳥海尽三
- 担当 - 栃平吉和、染野茂夫
- 脚本 - 鳥海尽三、陣野修、前里元義、吉田喜昭、多地映一、梅田智江、滝三郎 他
- 演出 - 原征太郎、九里一平、鳥海永行、西牧秀雄、芹川有吾、富野喜幸
- 美術設定 - 五十嵐忠司
- 美術監督 - 中村光毅
- 音楽 - 越部信義
- 録音 - 平野勝
- 効果 - イシダサウンド
- 録音プロデューサー - 本田保則
- 録音ディレクター - 水本完
- 現像 - 東洋現像所
- プロデューサー - 吉田健二
- 総監督 - 九里一平、原征太郎
- 制作協力 - フジテレビ
- 制作 - 吉田竜夫、タツノコプロ

### クレジット表示について
番販方式による再放送では演出上、オープニングの歌詞と主要スタッフの一部のクレジット表示があるバージョンや、制作会社のみの2種類が混在しており、エンディングではノンテロップのものが多い。また、VHSやDVDはオープニングでは歌詞と主要スタッフのほとんどがクレジットされているが、エンディングではやはりノンテロップだった。

### 「陽陰の虫野郎」放送中止事件
1974年7月、関西テレビは『みなしごハッチ』第52回「陽陰の虫野郎」の再放送の中止を決定。このエピソードに登場する「川向うにある不潔な怠け者の部落」という設定が「虫の世界ではあるが被差別部落を連想させる」という理由であった。
2008年にサンテレビで行われた再放送では第52回の放送が予定されていたが、当日の放送の冒頭で「今日の昆虫物語みなしごハッチは都合により内容を変更してお送りします。」というフリップを表示し、第52回を飛ばして第53回を放送した。なお同年の東京MXテレビの再放送では第52回を放送しており、放送局によって対応が異なる。

### 主題歌
オープニング・テーマ - 「みなしごハッチ」
作詞 - 丘灯至夫 / 作曲・編曲 - 越部信義 / 歌 - 島崎由理（現・しまざき由理）
エンディング・テーマ - 「ママをたずねて」
作詞 - 丘灯至夫 / 作曲・編曲 - 和田香苗 / 歌 - 島崎由理

### 放送リスト
| 話数   | 放送日        | サブタイトル             |
| ------ | ------------- | ------------------------ |
| 第1話  | 1970年 4月7日 | 負けるなハッチ           |
| 第2話  | 4月14日       | 行け行けハッチ           |
| 第3話  | 4月21日       | 悲しき対決               |
| 第4話  | 4月28日       | サムライアリの襲撃       |
| 第5話  | 5月5日        | 飛べよみにくき天使       |
| 第6話  | 5月12日       | 泣くなハッチ             |
| 第7話  | 5月19日       | ママと呼びたいの         |
| 第8話  | 5月26日       | 傷だらけのバレリーナ     |
| 第9話  | 6月2日        | 闘え弱虫野郎（前）       |
| 第10話 | 6月9日        | 闘え弱虫野郎（後)        |
| 第11話 | 6月16日       | 坊や泣かないで           |
| 第12話 | 6月23日       | やさしき繭娘             |
| 第13話 | 6月30日       | 灯火よいつまでも         |
| 第14話 | 7月7日        | 涙こらえて               |
| 第15話 | 7月14日       | 花のミツバチ娘           |
| 第16話 | 7月21日       | 花園の暴れん坊           |
| 第17話 | 7月28日       | 夕焼けに鳴る鐘           |
| 第18話 | 8月4日        | めぐりあいの子守唄       |
| 第19話 | 8月11日       | 悪者じゃないんだ         |
| 第20話 | 8月18日       | 大ぼら大将の冒険         |
| 第21話 | 8月25日       | ハニーの剣               |
| 第22話 | 9月1日        | 憎しみよさようなら       |
| 第23話 | 9月8日        | ガラスの中のママ         |
| 第24話 | 9月15日       | 海を見たカゲロウ         |
| 第25話 | 9月22日       | 老兵スズメバチ           |
| 第26話 | 9月29日       | スズ虫はもう鳴かない     |
| 第27話 | 10月6日       | 盗まれた王子             |
| 第28話 | 10月13日      | 鳴くなアーリン           |
| 第29話 | 10月20日      | この空のどこかに         |
| 第30話 | 10月27日      | 太陽のママ               |
| 第31話 | 11月3日       | 広い世界が呼んでいる     |
| 第32話 | 11月10日      | ひとりぼっちの熊王       |
| 第33話 | 11月17日      | 炎の中のいのち           |
| 第34話 | 11月24日      | 栄光のアリ塚（前）       |
| 第35話 | 12月1日       | 栄光のアリ塚（後）       |
| 第36話 | 12月8日       | 愛のコンサート           |
| 第37話 | 12月15日      | さよなら子供達           |
| 第38話 | 12月22日      | ゆずり葉の歌             |
| 第39話 | 12月29日      | パパとママの真実         |
| 第40話 | 1971年 1月5日 | 勇気をもって立ち上がれ   |
| 第41話 | 1月12日       | 十二匹の子供達           |
| 第42話 | 1月19日       | それでも飛ぶんだ         |
| 第43話 | 1月26日       | 悲しみはママだけ         |
| 第44話 | 2月2日        | 雨のお玉が池             |
| 第45話 | 2月9日        | 嵐の中の友情             |
| 第46話 | 2月16日       | 飛べよハッチ             |
| 第47話 | 2月23日       | 牧場の城                 |
| 第48話 | 3月2日        | 闇に光る涙               |
| 第49話 | 3月9日        | 雪山のかなたに           |
| 第50話 | 3月16日       | 森の忍者虫（前）         |
| 第51話 | 3月23日       | 森の忍者虫（後）         |
| 第52話 | 3月30日       | 陽陰の虫野郎             |
| 第53話 | 4月6日        | 魔の虫食い草             |
| 第54話 | 4月13日       | ママは海の彼方に         |
| 第55話 | 4月20日       | ひとりぼっちの三匹       |
| 第56話 | 4月27日       | 雪山の太陽               |
| 第57話 | 5月4日        | 南の国の子守唄           |
| 第58話 | 5月11日       | 父の星・母の星           |
| 第59話 | 5月18日       | 悲しい友情               |
| 第60話 | 5月25日       | 大海の一葉               |
| 第61話 | 6月1日        | 美しき生命               |
| 第62話 | 6月8日        | 幸せはママの願い         |
| 第63話 | 6月15日       | 底抜け三匹の虫野郎       |
| 第64話 | 6月22日       | もう一人のママ           |
| 第65話 | 6月29日       | 燃えろ朝焼け             |
| 第66話 | 7月6日        | 悲しき母子草             |
| 第67話 | 7月13日       | いつわりの花園           |
| 第68話 | 7月20日       | まぼろしの吸血鬼         |
| 第69話 | 7月27日       | 愛の裏切り者             |
| 第70話 | 8月3日        | 美しきいけにえ           |
| 第71話 | 8月10日       | 愛の対決                 |
| 第72話 | 8月17日       | ハッチ故郷に帰る         |
| 第73話 | 8月24日       | 夕焼けの兄妹             |
| 第74話 | 8月31日       | 忘れな草に願いをこめて   |
| 第75話 | 9月7日        | 愛は戦いの果てに         |
| 第76話 | 9月14日       | 森は呼んでいる           |
| 第77話 | 9月21日       | はばたけ親子蝶           |
| 第78話 | 9月28日       | 死の池からの脱出         |
| 第79話 | 10月5日       | 輝ける生命               |
| 第80話 | 10月12日      | パパはひとりぼっち       |
| 第81話 | 10月19日      | 炎の中のママ             |
| 第82話 | 10月26日      | 涙の中でありがとう       |
| 第83話 | 11月2日       | 飛べ!ママを信じて        |
| 第84話 | 11月9日       | 五匹のスズメバチ野郎     |
| 第85話 | 11月16日      | 怒りの矢                 |
| 第86話 | 11月23日      | ハッチにつづけ           |
| 第87話 | 11月30日      | たくましき母の愛         |
| 第88話 | 12月7日       | ママは涙のかなたに（前） |
| 第89話 | 12月14日      | ママは涙のかなたに（後） |
| 第90話 | 12月21日      | ママに抱かれて（前）     |
| 第91話 | 12月28日      | ママに抱かれて（後)      |

### 放送局
- フジテレビ（制作局）：火曜 19:00 - 19:30
- 札幌テレビ：火曜 19:00 - 19:30[9]
- 青森放送：日曜 9:00 - 9:30[10]
- 秋田テレビ：火曜 19:00 - 19:30[11]
- 山形テレビ：火曜 19:00 - 19:30[12]
- 仙台放送：火曜 19:00 - 19:30[13]
- 福島テレビ（1973年5月 - 9月に放送）：月曜 - 金曜 17:15 - 17:45 ※[14]
- 新潟総合テレビ
- 富山テレビ：火曜 19:00 - 19:30[15]
- 石川テレビ：火曜 19:00 - 19:30[15]
- 福井テレビ
- 長野放送：火曜 19:00 - 19:30[16]
- テレビ静岡
- 東海テレビ
- 関西テレビ
- テレビ岡山
- 広島テレビ
- テレビ愛媛
- テレビ西日本
- サガテレビ
- テレビ長崎
- テレビ熊本
- テレビ大分
- テレビ宮崎
- 鹿児島テレビ
- 沖縄テレビ

### 劇場版
本作は、『東宝チャンピオンまつり』内で計5本が上映されている。
昆虫物語 みなしごハッチ（1970年12月19日公開）
第1話のブローアップ版を上映。上映時間は26分。
1970年末から1971年春のラインナップポスターに記載がなく、ポスターイラストも別になっていることなどから、急遽上映が決まったものとされる。本作品以降、東宝チャンピオンまつりで竜の子プロダクション作品が上映されるようになった。
併映は『モスラ対ゴジラ』（再映）『アタックNo.1 涙の世界選手権』『柔の星』の3本。
みなしごハッチ お月さまのママ（1971年3月17日公開）
第36話を改題してブローアップ上映。上映時間は26分。
併映は『怪獣大戦争 キングキドラ対ゴジラ』（改題再映）『いなかっぺ大将』『アタックNo.1 涙の不死鳥』『ムーミン（第1作）』の4本。
みなしごハッチ 傷だらけのバレリーナ（1971年7月24日公開）
第8話のブローアップ版を上映。上映時間は26分。
併映は『ゴジラ対ヘドラ』『いなかっぺ大将 猛獣の中にわれ一人だス オオ! ミステークだス』『帰ってきたウルトラマン』『日本むかしばなし わらしべ長者』の4本。
みなしごハッチ 忘れな草に願いをこめて（1971年12月12日公開）
第74話のブローアップ版を上映。上映時間は26分。
併映は『ゴジラ・モスラ・キングギドラ 地球最大の決戦』（改題再映）『いなかっぺ大将 猫も歩けば雀に当たるだス 当たるも当たらぬも時の運だス』『帰ってきたウルトラマン 竜巻怪獣の恐怖』『マッチ売りの少女』の4本。
みなしごハッチ ママにだかれて（1972年3月12日公開）
第90話と第91話（最終回）のブローアップ再編集版を上映。上映時間は26分。
併映は『地球攻撃命令 ゴジラ対ガイガン』『かしの木モック』『帰ってきたウルトラマン 次郎くん怪獣に乗る』『ミラーマン』『天才バカボン 夜まわりはこわいのだ』の5本。

### DVD
- 昆虫物語 みなしごハッチ セレクション（第1巻 - 3巻、東芝デジタルフロンティア：2002年7月）
  - 第1巻
    - 第1話 「負けるなハッチ」
    - 第2話 「行け行けハッチ」
    - 第7話 「ママと呼びたいの」

  - 第2巻
    - 第8話 「傷だらけのバレリーナ」
    - 第20話 「大ぼら大将の冒険」
    - 第57話 「魔の虫食い草」

  - 第3巻
    - 第74話 「忘れな草に願いをこめて」
    - 第90話 「ママに抱かれて（前）」
    - 第91話 「ママに抱かれて（後）」
- 昆虫物語 みなしごハッチ セレクション（第4巻 - 6巻、2006年11月）
  - 第4巻
    - 第4話 「サムライアリの襲撃」
    - 第12話 「やさしきまゆ娘」
    - 第24話 「海を見たカゲロウ」

  - 第5巻
    - 第36話 「愛のコンサート」
    - 第72話 「ハッチ故郷に帰る」
    - 第73話 「夕やけの兄妹」

  - 第6巻
    - 第87話 「たくましき母の愛」
    - 第88話 「ママは涙のかなたに（前）」
    - 第89話 「ママは涙のかなたに（後）」

| フジテレビ系列 火曜 19:00 - 19:30                              | フジテレビ系列 火曜 19:00 - 19:30                                                | フジテレビ系列 火曜 19:00 - 19:30        |
| 前番組                                                         | 番組名                                                                           | 次番組                                   |
| -------------------------------------------------------------- | -------------------------------------------------------------------------------- | ---------------------------------------- |
| 夜のゴールデンショー（火曜） （1969年10月7日 - 1970年3月31日） | 昆虫物語 みなしごハッチ （1970年4月7日 - 1971年12月28日） 【当番組よりアニメ枠】 | 樫の木モック （1972年1月4日 - 12月26日） |

## 昆虫物語 新みなしごハッチ
前作の続編（続編はタツノコ初）。前作でめぐり合えた母が死に本当のみなしごになったハッチが、母の遺言を元に、妹のアーヤと共に「美しの丘」へと旅立つ物語。前作に比べて視聴率が振るわず、26回で終了した。
なお、タツノコ作品が現在のテレビ朝日系列で放送されるのは当番組が初だが、毎日放送制作のタツノコ作品も初である。但しOP・EDとも「毎日放送」の局名は本放送時のみクレジットされ、再放送用素材からは省かれた。

### ストーリー
苦難の旅の末、妹、そして愛するママとの再会を果たしたハッチは、新しく再建された城で平和に過ごしていた。
しかし、平和も束の間、他の森から流れてきて食料を巡る争いを続けているモモスズメガ族の処遇を巡り、戦を仕掛けて排除すべきだと主張する戦争派と平和を重んじるべきだとする反戦派の間で確執が生じ、戦争派が起こした反乱によってハッチ親子は失脚して働きバチの身分に落とされる。程なくして混乱の隙を突くようにスズメバチの大群が再来して王国は再び滅ぼされ、ハッチは離れ離れのまま母と死別してしまう。
悲嘆の中、彼女から託された遺言に従ってハッチは妹アーヤと共に美しの丘を目指して再び苦難の旅に出る。

### 声の出演（続編版）
- ハッチ - 栗葉子
- アーヤ - 野村道子
- テンテン - 堀絢子
- ママ - 北浜晴子
- アバッチ - 丸山裕子
- ナレーター - 前田敏子

### ゲスト声優（続編版）
- 恵比寿まさ子 - （ドロシー）
- 菅谷政子 - （カムリ）
- 岡本茉利 - （蝶子、ナナ、スズ子）
- 中野聖子 - （カムリの母）
- 堀絢子 - （テンテン）
- 丸山裕子 - （アバッチ、セミマル）
- 松岡洋子 - （デン太）
- 麻生美代子 - （アグリ）
- 麻上洋子 - （シーマの母）
- 飯塚昭三 - （隊長）
- 緒方賢一 - （マイマイカブリ）
- 城山堅
- 石井敏郎
- 白川澄子
- 水島晋
- 沢田和猫
- 田口昂
- 松岡文雄
- 西川幾雄
- 桂玲子
- 今西正男
- 丸山詠二
- 加藤治
- 幹本雄之
- 安原義人
- 神谷明

### スタッフ（続編版）
- 原作 - 吉田竜夫、竜の子プロ企画室
  - 連載 - 小学館学習雑誌
- 企画 - 鳥海尽三、酒井あきよし
- 音楽 - 横山菁児
- 美術監督・設定 - 中村光毅
- チーフディレクター - 原征太郎
- キャラクターデザイン - 天野嘉孝、源田秀夫
- 作画監督 - 岡田敏晴、川端宏、大鹿日出明
- 原動画 - 田中英二、池之谷安夫、福田健一、古川達也、内海勇夫、古沢日出夫、昆進之介、野辺駿夫、金山明博、加藤政志、酒井あきお、樋口美知子、鈴木欽一郎、三重野要一、山崎仁、小島秀人、江藤文男、石山卓也、白川忠志、田島実、中川暁、小川隆雄、海老沢幸男、谷田部雄次、谷川さち子、芦田豊雄、野田拓実、広瀬和子、望月敬一郎、山口寿一、田中保、高木清、青木健二、仲本通、西城隆詞、山口聡、岸義之、森中正春、橋本一枝、大鹿日出明
- 仕上担当 - 池宮隆
- 背景 - アトリエローク、スタジオじゃっく、スタジオユニ、プロダクションわーと、アップルズ
- 撮影 - 和光プロダクション、スタジオコスモス、朝日フィルム、アートスタジオ
- 編集 - 谷口肇、鶴渕允寿、森田清次
- 制作担当 - 横尾潔
- 制作進行 - 中野政則、山口信次、伊藤貞幸、猪狩肇、剣持大、千田芳正
- 協力 - 和光プロダクション、土田プロダクション、アートスタジオ
- 録音ディレクター - 水本完
- 効果 - 石田サウンドプロ
- 録音スタジオ - 新坂スタジオ
- 現像 - 東京現像所
- プロデューサー - 九里一平、柴田勝、永井昌嗣
- 制作 - タツノコプロ

### 主題歌（続編版）
オープニング・テーマ - 「新みなしごハッチ」
作詞 - 若林一郎 / 作曲・編曲 - 渡辺宙明 / 歌 - 島崎由理
エンディング・テーマ - 「美しの丘」
作詞 - やなせたかし / 作曲・編曲 - 横山菁児 / 歌 - 島崎由理

### 放送リスト（続編版）
| 話数 | 放送日        | サブタイトル                   | 脚本              | 演出              |
| ---- | ------------- | ------------------------------ | ----------------- | ----------------- |
| 1    | 1974年 4月5日 | あらしのみつばち城             | 鳥海尽三          | 原征太郎          |
| 2    | 4月12日       | ママ死なないで!                | 鳥海尽三          | 原征太郎 高橋資祐 |
| 3    | 4月19日       | 幻のママがよんでいる           | 酒井あきよし      | 富野喜幸          |
| 4    | 4月26日       | 飛びたて!美しの丘へ            | 陶山智            | 高橋資祐 原征太郎 |
| 5    | 5月3日        | カマキリ一座の踊り子アーヤ     | 三宅直子          | 樋口雅一          |
| 6    | 5月10日       | 泣くなテンテンぼうず           | 鳥海尽三          | 光延博愛          |
| 7    | 5月17日       | ハッチ大都会を行く             | 鳥海尽三          | 高橋資祐 新田義方 |
| 8    | 5月24日       | きもっ玉シデムシおばさん       | 酒井あきよし      | 富野喜幸          |
| 9    | 5月31日       | 飛べ!わんぱくトリオ            | 鳥海尽三          | 樋口雅一          |
| 10   | 6月7日        | ホタル祭りの夜                 | 陶山智            | 高橋資祐 原征太郎 |
| 11   | 6月14日       | モーれつ!しごき魔              | 三宅直子          | 樋口雅一          |
| 12   | 6月21日       | ああ!せみ吉くんの168時間       | 鳥海尽三          | J・沢田 安彦良和  |
| 13   | 6月28日       | アパッチ番長をぶっとばせ!      | 酒井あきよし      | 樋口雅一          |
| 14   | 7月5日        | 毒ぐもの罠                     | 寺島アキ子        | 高橋資祐 原征太郎 |
| 15   | 7月12日       | みの虫の消える悪魔の森         | 柏戸比呂子        | 富野喜幸 J・沢田  |
| 16   | 7月19日       | がんばれ!ブーブー大将          | 鳥海尽三          | 高橋資祐 安彦良和 |
| 17   | 7月26日       | ラブラブ・テンテン・港町       | 鳥海尽三 小山高男 | 樋口雅一          |
| 18   | 8月2日        | アリの巣城のチョウチョ         | 小林義昭          | 富野喜幸          |
| 19   | 8月9日        | タガメ海賊の襲撃               | 三宅直子          | 高橋資祐 布川郁司 |
| 20   | 8月16日       | 燃えろ!砂漠の決闘              | 永田俊夫          | 樋口雅一          |
| 21   | 8月23日       | 飛べ!飛べ!虫の運動会           | 田井洋子          | 林政行            |
| 22   | 8月30日       | コロコロ・リンリン・のどじまん | 永田俊夫          | 富野喜幸          |
| 23   | 9月6日        | せまる!コウモリ軍団            | 伊東恒久          | 樋口雅一          |
| 24   | 9月13日       | 決戦!ジガバチ砦                | 鳥海尽三          | 林政行 原征太郎   |
| 25   | 9月20日       | 火の山!最後の死闘              | 陶山智            | 富野喜幸          |
| 26   | 9月27日       | ああ!ハッチ最後の日            | 福井忠            | 高橋資祐 原征太郎 |

### 放送局（続編版）
- 毎日放送（制作局）：金曜 19:00 - 19:30
- 北海道テレビ：金曜 19:00 - 19:30[23]
- 青森テレビ：木曜 18:00 - 18:30[24]
- テレビ岩手：土曜 16:00 - 16:30（1974年7月 - 9月） → 金曜 8:00 - 8:30（1974年10月 - 1975年1月）[25]
- 山形放送：土曜 18:00 - 18:30（1974年7月 - 9月） → 木曜 16:30 - 17:00（1974年10月 - 1975年1月）[26]
- 宮城テレビ：日曜 8:00 - 8:30[27]
- 福島テレビ（毎日放送がTBS系にネットチェンジ後の1979年5月 - 6月に放送）：月曜 - 金曜 17:00 - 17:30 [28]
- 新潟総合テレビ：土曜 18:00 - 18:30[29]
- NETテレビ：金曜 19:00 - 19:30
- 石川テレビ：月曜 18:00 - 18:30[30]
- 信越放送: 水曜 17:15 - 17:45 ※1974年5月1日 - 10月31日[31][注釈 4]
- テレビ山梨：土曜 19:00 - 19:30 ※数か月遅れ[32]
- テレビ静岡：火曜 18:00 - 18:30 ※数か月遅れ[33]
- 福井放送：火曜 18:00 - 18:30[34]
- 名古屋放送：金曜 19:00 - 19:30
- 山陰放送：金曜 18:00 - 18:30 ※数か月遅れ[35]
- 西日本放送：日曜 12:45 - 13:15[36][注釈 5]
- 広島ホームテレビ：日曜 7:25 - 7:55[37]
- 高知放送：木曜 18:00 - 18:30 ※数か月遅れ[38]
- 九州朝日放送：金曜 19:00 - 19:30[39]
- 長崎放送：土曜 18:00 - 18:30[39]
- 宮崎放送：土曜 18:00 - 18:30[40]
- 鹿児島テレビ：金曜 19:00 - 19:30[41]
- 沖縄テレビ：木曜 18:00 - 18:30 ※数か月遅れ[42]

| NET（現・テレビ朝日）系列（毎日放送制作枠） 金曜 19:00 - 19:30 | NET（現・テレビ朝日）系列（毎日放送制作枠） 金曜 19:00 - 19:30 | NET（現・テレビ朝日）系列（毎日放送制作枠） 金曜 19:00 - 19:30 |
| 前番組                                                         | 番組名                                                         | 次番組                                                         |
| -------------------------------------------------------------- | -------------------------------------------------------------- | -------------------------------------------------------------- |
| エースをねらえ!                                                | 昆虫物語 新みなしごハッチ                                      | ジムボタン                                                     |

## 昆虫物語 みなしごハッチ（リメイク版）
日本テレビ系（関西地区は読売テレビ）で放映。シリーズ3作目にして、1作目のリメイク版。基本的には1作目と同じだが、「ハッチの育ての親がスズメバチの襲撃から逃れた侍女であり最初からハッチは自分の出自を知っている」等の変更点が多い。全体的な雰囲気やエピソードの展開においても1作目にに顕著だったシビアかつ残酷な展開などは見られなくなり、シリアスさが和らげられている。
声優は一新され、ハッチ役は栗葉子から、歌手の石川ひとみに変わった。 ビデオソフト化された際はオープニングテーマを本来は挿入歌である「ハッチ また会おうよ」に差し替えて収録していた。地方によっては番組販売扱いで、ノンスポンサーまたは地元企業等のローカルスポンサーを付けての放送だった。日本テレビ・タツノコプロ制作のアニメとしては1971年に放送された『アニメンタリー 決断』以来18年振りとなり、また同局で1986年から1987年に放送された『ドテラマン』以来3年振りとなる。DVD化はされていないが、有料動画で視聴可能。

### 声の出演（リメイク版）
- ハッチ - 石川ひとみ
- ママ - 榊原良子
- アーヤ - 野村道子
- クマゴロー - 野沢雅子
- オサムシ爺さん - 槐柳二
- ハニー - 峰あつ子
- ローザ - 佐久間レイ
- ナレーター - 前田敏子

### スタッフ（リメイク版）
- 製作・キャラクターデザイン - 九里一平
- 原作 - 吉田竜夫
- 企画 - 成嶋弘毅（タツノコプロ）、嶋村一夫（読売広告社）、堀越徹（日本テレビ）
- ストーリー構成 - 鳥海尽三、鳳工房
- 総作画監督 - 及川博史
- 美術監督 - 朝倉千登勢
- 音響監督 - 藤山房延
- 撮影監督 - 横山幸太郎
- 音楽 - 馬飼野康二
- プロデューサー - 堀越徹（日本テレビ）、大野実（読売広告社）、田村常夫（タツノコプロ）
- プロデューサー補 - 福与雅子
- 広報担当 - 鈴木康子
- 制作プロデューサー - 米田和正
- 制作協力 - アニメフレンド
- 監督 - 鈴木行
- 動画作監 - 細川秀樹、前田美紀恵、三浦厚也、他
- 色指定 - 由井あつ子、すどうようこ
- 特殊効果 - 村上正博
- 特殊色彩 - 片寄千恵子
- 検査 - 原淳、渡辺康浩
- 背景 - プロダクション・アイ、みにあ～と
- 撮影 - アニメフレンド
- 編集 - 三木幸子、吉田ちひろ
- 現像 - IMAGICA
- 録音制作 - ザックプロモーション
- 録音 - 整音スタジオ
- 効果 - 佐々木純一（アニメサウンドプロダクション）
- 制作担当 - 吉田昇一
- 制作進行 - 中尾寿貴、大久保元博、他
- 協力 - タマプロダクション
- 制作管理 - 柴田勝
- 企画制作 - 日本テレビ
- 製作 - タツノコプロ、読売広告社

### 主題歌（リメイク版）
オープニング・テーマ
「みなしごハッチ」（放送用）
作詞 - 丘灯至夫 / 作曲 - 越部信義 / 編曲 - 信田かずお / 歌 - 石川ひとみ
「ハッチ また会おうよ」（ビデオ用主題歌）
作詞 - 来生えつこ / 作曲・編曲 - 馬飼野康二 / 歌 - 児島未散
エンディング・テーマ
「夢の手前で」
作詞 - 来生えつこ / 作曲・編曲 - 馬飼野康二 / 歌 - 児島未散
イメージソング
「ハッチでチャチャチャ」
作詞 - 丘灯至夫 / 作曲 - 越部信義 / 歌 - 橋本潮
「みなしごハッチ」は「ハッチでチャチャチャ」とカップリングして日本コロムビアから発売、「ハッチ また会おうよ」は「夢の手前で」とカップリングしてバップレコードから発売された。

### 放送リスト（リメイク版）
| 話 | 放送日         | サブタイトル       | 脚本                | 絵コンテ   | 演出       | 作画監督                |
| -- | -------------- | ------------------ | ------------------- | ---------- | ---------- | ----------------------- |
| 1  | 1989年 7月21日 | まぼろしのママ     | 鳥海尽三 大西由起   | 鈴木行     | 鈴木行     | 及川博史                |
| 2  | 7月28日        | ママはどこに       | 鳥海尽三            | 石山タカ明 | 白旗伸朗   | 水村十司                |
| 3  | 8月11日        | ムシのうんどう会   | 大西由起            | 奥田誠治   | 高木真司   | 鈴木満                  |
| 4  | 8月18日        | ママと呼ばせて     | 鳥海尽三            | 石山タカ明 | 佐藤豊     | 矢沢則夫                |
| 5  | 8月25日        | ダメダメ虫のうた   | 伊東恒久            | 狭山太郎   | 白旗伸朗   | 水村十司                |
| 6  | 9月1日         | 南にママがいる     | 鳥海尽三            | 石山タカ明 | 佐藤豊     | 及川博史                |
| 7  | 9月8日         | バイバイよわむし君 | 園田英樹            | 石山タカ明 | 高木真司   | 橋本とよ子              |
| 8  | 9月15日        | キアゲハの少女     | 大西由起            | 矢沢則夫   | 白旗伸朗   | 矢沢則夫                |
| 9  | 9月22日        | ともだちになろう   | 伊東恒久            | 狭山太郎   | 九十九十一 | 水村十司                |
| 10 | 9月29日        | のんきなクマバチ   | 遠藤明範            | 石山タカ明 | 白旗伸郎   | 及川博史                |
| 11 | 10月6日        | かがやけホタル     | 園田英樹            | 義野利幸   | 高木真司   | 橋本とよ子              |
| 12 | 10月13日       | シロアリのゆうき   | 大西由起            | 矢沢則夫   | 白旗伸郎   | 矢沢則夫                |
| 13 | 10月20日       | 五匹のサムライ虫   | 鳥海尽三            | 石山タカ明 | 白旗伸郎   | 及川博史                |
| 14 | 10月27日       | マダラチョウの旅   | 遠藤明範            | 鈴木行     | 九十九十一 | 及川博史                |
| 15 | 11月3日        | おそろしい湖       | 静谷伊佐夫          | 義野利幸   | 九十九十一 | 及川博史                |
| 16 | 11月10日       | テントウムシの星   | 園田英樹            | 矢沢則夫   | 白旗伸郎   | 矢沢則夫                |
| 17 | 11月17日       | すばらしい宝物     | 大西由起            | 石山タカ明 | 石山タカ明 | 及川博史                |
| 18 | 11月24日       | ママはすぐそばに   | 鳥海尽三 荒島晃宏   | 矢沢則夫   | 白旗伸郎   | 矢沢則夫                |
| 19 | 12月1日        | ムシのコンサート   | 会川昇              | 鈴木行     | 九十九十一 | 及川博史                |
| 20 | 12月15日       | おじいさんの秘密   | 吉田喜昭 藤本さとし | 石山タカ明 | 白旗伸朗   | 橋本とよ子              |
| 21 | 12月22日       | 恐竜のオアシス     | 鳥海尽三 大滝敏之   | 矢沢則夫   | 古都舞姫   | 矢沢則夫                |
| 22 | 12月29日       | 雪山をこえて       | 大西由起            | 石山タカ明 | 白旗伸朗   | 橋本とよ子              |
| 23 | 1990年 1月12日 | ハニーとの再会     | 鳥海尽三 藤本さとし | 石山タカ明 | 白旗伸朗   | 及川博史                |
| 24 | 1月19日        | 海の向こうへ       | 大西由起            | 石山タカ明 | 高瀬節夫   | 須田正巳                |
| 25 | 1月26日        | ママは火の島に     | 鳥海尽三 荒島晃宏   | 矢沢則夫   | 矢沢則夫   | 矢沢則夫                |
| 26 | 2月9日         | 夢の手前で         | 鳥海尽三 藤本さとし | 九十九十一 | 津田義三   | 及川博史                |
| 27 | 2月16日        | ママのぬくもり     | 大西由起            | 鈴木行     | 高瀬節夫   | 及川博史                |
| 28 | 2月23日        | ケラオの橋         | 遠藤明範            | 石山タカ明 | 津田義三   | 朴炯仁                  |
| 29 | 3月2日         | コガネのひっこし   | 鳥海尽三 藤本さとし | 矢沢則夫   | 白旗伸朗   | 矢沢則夫                |
| 30 | 3月9日         | 北に帰る           | 園田英樹            | 石山タカ明 | 高瀬節夫   | 橋本とよ子              |
| 31 | 3月16日        | ハッチと三泥棒     | 静谷伊佐夫          | 香川豊     | 白旗伸朗   | 吉川広和                |
| 32 | 3月23日        | カタツムリ飛んだ   | 外池省二            | 松本佳久   | 高瀬節夫   | 須田正巳                |
| 33 | 3月30日        | 流されたハッチ     | 遠藤明範            | 石山タカ明 | 原征太郎   | 橋本とよ子              |
| 34 | 4月6日         | 南のおばけムシ     | 鳥海尽三 荒島晃宏   | 石山タカ明 | 高瀬節夫   | 吉川広和                |
| 35 | 4月13日        | さいごのウソ       | ごうどかずひこ      | 木宮茂     | 白旗伸朗   | 矢沢則夫                |
| 36 | 4月20日        | おじいさんの灯台   | 鳥海尽三 藤本さとし | 矢沢則夫   | 横山広行   | はしもとかつみ          |
| 37 | 4月27日        | 薬草をもとめて     | ごうどかずひこ      | 香川豊     | 原征太郎   | 橋本とよ子              |
| 38 | 5月4日         | ハッチとサムライ   | 園田英樹            | 石山タカ明 | 松田きよみ | 朴炯仁                  |
| 39 | 5月11日        | ニセ者スズメバチ   | 静谷伊佐夫          | 矢沢則夫   | 白旗伸朗   | 矢沢則夫                |
| 40 | 5月18日        | わがままミミー     | 遠藤明範            | 香川豊     | 高瀬節夫   | はしもとかつみ          |
| 41 | 5月25日        | 魔女のいる森       | 大西由起            | 石山タカ明 | 原征太郎   | 橋本とよ子              |
| 42 | 6月1日         | 村のあばれんぼう   | 藤本さとし          | 九十九十一 | 白旗伸朗   | 矢沢則夫                |
| 43 | 6月8日         | カゲロウの花園     | 鳥海尽三            | 石山タカ明 | 横山広行   | 及川博史                |
| 44 | 6月15日        | ほんとうの力持ち   | ごうどかずひこ      | 香川豊     | 松田きよみ | 朴炯仁                  |
| 45 | 6月22日        | ハッチとトンボ夫婦 | 遠藤明範            | 九十九十一 | 原征太郎   | 橋本とよ子              |
| 46 | 6月29日        | 子もりはたいへん   | 園田英樹            | 矢沢則夫   | 白旗伸郎   | 矢沢則夫                |
| 47 | 7月6日         | 夢の泉をさがせ     | 外池省二            | 石山タカ明 | 高瀬節夫   | 及川博史                |
| 48 | 7月13日        | まけるなババムシ   | 藤本さとし          | 岡本有樹郎 | 高瀬節夫   | 及川博史                |
| 49 | 7月20日        | ムシの花まつり     | 荒島晃宏 伊藤健司   | 山口直樹   | 原征太郎   | 橋本とよ子              |
| 50 | 7月27日        | 魔の山の友情       | 遠藤明範            | 香川豊     | 白旗伸郎   | 矢沢則夫                |
| 51 | 8月3日         | ちいさい先生       | ごうどかずひこ      | 九十九十一 | 渡辺康浩   | 朴炯仁                  |
| 52 | 8月10日        | おや子ムシの勇気   | 荒島晃宏 伊藤健司   | 石山タカ明 | 高瀬節夫   | 及川博史                |
| 53 | 8月17日        | ハチの少女剣士     | 大西由起 藤本さとし | 石山タカ明 | 原征太郎   | 橋本とよ子              |
| 54 | 8月24日        | 夢を信じて         | 鳥海尽三            | 香川豊     | 白旗伸朗   | 須田正巳 はしもとかつみ |
| 55 | 8月31日        | ママに抱かれて     | 鳥海尽三            | 鈴木行     | 高瀬節夫   | 及川博史                |

### 放送局（リメイク版）
- 日本テレビ：金曜 17:30 - 18:00
- ミヤギテレビ：日曜 7:30 - 8:00[43]
- 福島中央テレビ：木曜 17:00 - 17:30[44]
- 静岡第一テレビ：土曜 7:00 - 7:30（1989年8月26日放送開始）[45]。
- テレビ金沢 : 火曜 17:00 - 17:30（開局後の1990年4月3日放送開始）
- よみうりテレビ：木曜 16:00 - 16:30[45]
- 広島テレビ：水曜 17:00 -17:30[45]
- 熊本県民テレビ：水曜 17:00 - 17:30[45]

| 日本テレビ 金曜17:30枠                       | 日本テレビ 金曜17:30枠                             | 日本テレビ 金曜17:30枠 |
| 前番組                                       | 番組名                                             | 次番組                 |
| -------------------------------------------- | -------------------------------------------------- | ---------------------- |
| シティーハンター2 （ここまで読売テレビ制作） | 昆虫物語 みなしごハッチ （ここから日本テレビ制作） | 黒船MOCOMOCO           |

## その他

### 漫画版
吉田竜夫（原作：吉田竜夫とタツノコプロ）名義で発行された漫画版。
単行本はサン企画・サンピーコミックスから出版された。第3巻は刊行されず、事実上の欠番となっている。
- 第1巻「こがねむしのクッキー」
- 第2巻「まけるなハッチ!!」
- 第4巻「あらしのみつばち城」

### 絵本
1970年代に下元明子の絵による絵本シリーズ『みなしごハッチ』がタツノコプロダクション出版局から発売された。
- ぼくはみなしご（1973年） - 文：鳥海尽三
- あいのコンサート（1974年） - 文：鳥海尽三
- いもうとアーヤ（1974年） - 文：笹木涼子

その他、サン企画と小学館からテレビ絵本、万創から飛び出す絵本も発売された。

### 昆虫物語 てんとうむChu!とみつばちハッChu!
日本テレビ（関東ローカル）で2014年4月29日から7月8日まで『てんとうむChu!の世界をムチューにさせます宣言!』内で放送されたアニメコラボ企画。44年間、ママを探し続けているハッチ（声：土田晃之）がアイドル（てんとうむChu!）をプロデュースする事で気づいて貰おうというストーリー。
放送リストはてんとうむChu!の世界をムチューにさせます宣言!#放送日・企画を参照。

### CR華原朋美とみなしごハッチ
「みなしごハッチ」と華原朋美がコラボしたパチンコ。2005年、ビスティから発売・導入された。主題歌の「みなしごハッチ」を華原が歌っている。

### プロ野球の選手応援歌として
プロ野球・元千葉ロッテマリーンズの諸積兼司外野手は現役時代の応援歌に、同アニメの主題歌の替え歌が用いられた。

### CM引用
2023年8月より俳優の西島秀俊が出演している東京海上日動あんしん生命保険のCMにおいてOP曲が使用されている。

## 備考
このアニメのオープニング曲である「みなしごハッチ」は音楽ゲーム『pop'n music』シリーズの8作目で、1作限りの隠し版権曲として収録された。音源はカバー版となっている。